# Несьоловиці (Поморське воєводство)
Несьоловиці (пол. Niesiołowice, нім. Niesolowitz) — село в Польщі, у гміні Стенжиця Картузького повіту Поморського воєводства.
Населення — 123 особи (2011).
У 1975-1998 роках село належало до Гданського воєводства.

## Демографія
Демографічна структура станом на 31 березня 2011 року:
|          | Загалом | Допрацездатний вік | Працездатний вік | Постпрацездатний вік |
| -------- | ------- | ------------------ | ---------------- | -------------------- |
| Чоловіки | 63      | 16                 | 39               | 8                    |
| Жінки    | 60      | 15                 | 34               | 11                   |
| Разом    | 123     | 31                 | 73               | 19                   |